# Kvars Promontory
Kvars Promontory är en udde i Antarktis. Den ligger i Östantarktis. Australien gör anspråk på området.
Terrängen inåt land är kuperad söderut. Havet är nära Kvars Promontory åt nordost. Trakten är obefolkad. Det finns inga samhällen i närheten. 